# 孙大焜
孙大焜，广东吴川人，清朝政治人物。
孙大焜曾于1828年接替王益谦任福建永安县知县一职，同年改李新畲接任。撰有《福建沙县志》。